# Christian Cicek
Christiaan Cicek (Hengelo, 3 december 1988) is een Nederlands voetballer van Aramese afkomst die als aanvaller speelt.
Cicek debuteerde op 12 september 2011 voor FC Zwolle in de uitwedstrijd tegen Helmond Sport. De wedstrijd werd met 3-1 verloren.
Voordat Cicek op een hoog niveau speelde heeft hij een voetbalstage gelopen bij de Aramese voetbalclub Syrianska FC, een club die in de hoogste divisie van Zweden speelt.

## Statistieken
| Seizoen                        | Club                    | Land      | Competitie         | Wed. | Goals |
| ------------------------------ | ----------------------- | --------- | ------------------ | ---- | ----- |
| 2010/11                        | FC Lienden              | Nederland | Topklasse Zondag   | 2    | 2     |
| 2011/12                        | Excelsior '31           | Nederland | Topklasse Zaterdag | 1    | 2     |
| 2011/12                        | FC Zwolle               | Nederland | Eerste divisie     | 6    | 2     |
| 2012/13                        | PEC Zwolle              | Nederland | Eredivisie         | 0    | 0     |
| 2015                           | FC Suryoye/Mediterraneo | Nederland | Tweede klasse      | 0    | 0     |
| Totaal                         | Totaal                  | Totaal    | Totaal             | 9    | 6     |
| Bijgewerkt tot 30 oktober 2015 |                         |           |                    |      |       |

## Erelijst
| Nationaal               |    |         |
| Kampioen Eerste Divisie | 1x | 2011/12 |